# مخطط الطائرة المعماري

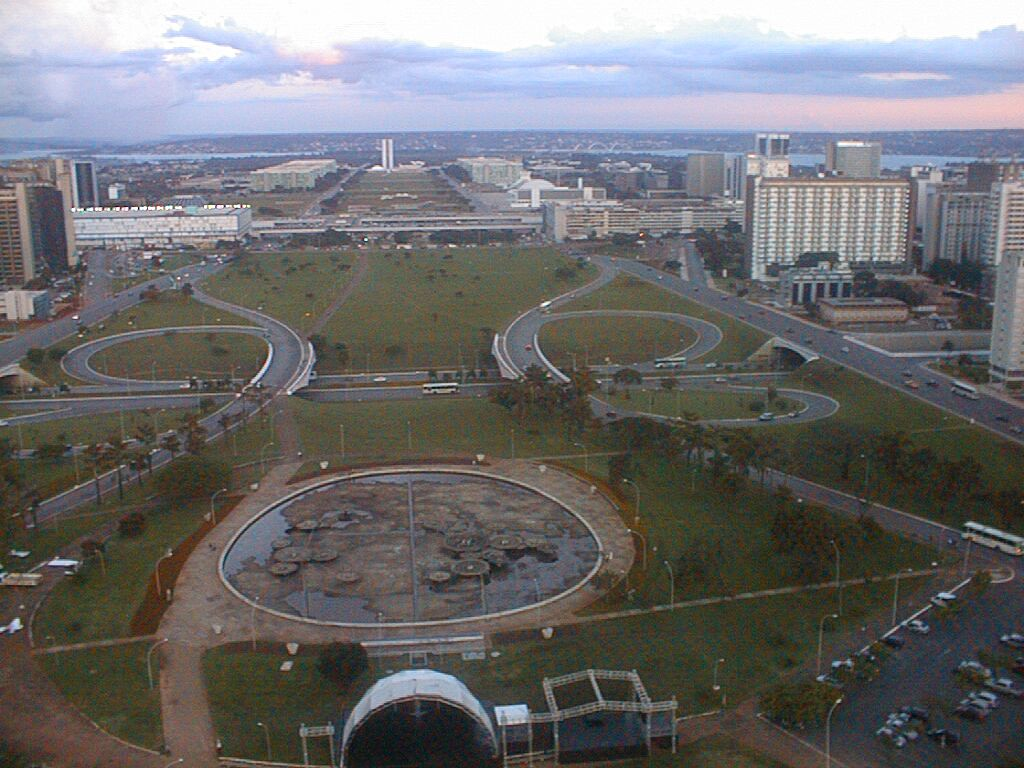

مخطط الطائرة المعماري هو من أعمال المهندس المعماري البرازيلي (Lúcio Costa - لوسيو كوستا) الذي صمم مدينة برازيليا، العاصمة الفدرالية للبرازيل، والحائز على جائزة تحسين عاصمة البلاد.
وكان هدف المشروع إنشاء مدينة فدرالية، حيث تتلاقى جميع الوزرات والمؤسسات والسفارات في مكان واحد، فقسمت المدينة إلى جناحين وعدة أقسام.